# Valentine Ozornwafor
Valentine Ozornwafor, né le 1er juin 1999 à Nsukka, est un footballeur international nigérian, qui joue au poste de défenseur central.

## Biographie

### En club
En 2017, après avoir impressionné lors d'un match avec une équipe locale face à l'Enyimba International, Paul Aigbogun décide de le recruter à Enyimba. Il fait ses débuts en championnat du Nigeria le 3 mars 2019 face au Bendel Insurance, en remplaçant Nelson Ogbonnaya à la demi-heure de jeu.
Le 28 juin 2019, il rejoint le Galatasaray SK pour quatre saisons, contre une indemnité de 300 000 euros. Il fait ses débuts en match amical contre le RB Leipzig le 19 juillet 2019.
Dès le 23 août 2019, Ozornwafor est prêté avec option d'achat, contre 200 000 euros, à l'UD Almería en deuxième division espagnole,. Il fait ses débuts en championnat le 6 octobre 2019 face au Deportivo La Corogne, en remplaçant Jonathan Silva à la 65e minute de jeu.
À son retour à Galatasaray, il dispute son premier match officiel le 9 janvier 2021 contre le Gençlerbirliği SK (victoire 6-0), en remplaçant Ryan Donk à la 82e minute de jeu,.
Le 21 août 2021, Ozornwafor est prêté avec option d'achat au Sporting de Charleroi,. Le 19 février 2022, au cours d'un match contre l'Union saint-gilloise, il reçoit un coup de poing de la part de Dante Vanzeir, qui le laissera inconscient sur le terrain puis sur le chemin de l'hôpital. Vanzeir sera suspendu huit matchs dont cinq ferme. À l'issue de la saison, le 27 mai 2022, il est définitivement acquis par Charleroi, contre 100 000 euros.
Le 8 juillet 2022, il est prêté pour une saison avec option d'achat au FC Sochaux-Montbéliard en Ligue 2.
Jouant peu avec les sochaliens, Valentine Ozornwafor écourte son prêt et revient le 1er février 2023 au Sporting de Charleroi.
Le 15 septembre 2023, ne faisant pas partie des plans de l'entraîneur Felice Mazzù, il est versé dans le groupe des U23 du club carolo, en attendant le prochain mercato.
Arrivé en fin de contrat, Valentine Ozornwafor arrive gratuitement en août 2024 chez les Girondins de Bordeaux, récemment relégué administrativement en National 2.

### En sélection
Au mois de janvier 2019, il est sélectionné par Paul Aigbogun pour participer à la Coupe d'Afrique des nations des moins de 20 ans au Niger. Ozornwafor est titularisé lors de tous les matchs. Face au Mali en demi-finale, il manque son tir au but et précipite l'élimination des siens. Lors de la petite finale perdue aux tirs au but face à l'Afrique du Sud, il porte le brassard de capitaine. Il sera élu dans l'équipe type de la compétition.
Au mois de mai 2019, Ozornwafor fait partie des 21 Nigérians choisis pour disputer la Coupe du monde de football des moins de 20 ans en Pologne. Il est titulaire lors des deux premiers matchs, avant de perdre sa place au profit d'Igoh Ogbu.
Le 4 mars 2019, il est sélectionné pour la première fois en équipe du Nigeria par Gernot Rohr, mais ne rentre cependant pas en jeu lors des matchs face aux Seychelles et à l'Égypte.
Il fait finalement ses débuts avec l'équipe A le 4 juin 2021 en amical face au Cameroun, en remplaçant à William Troost-Ekong à la 90e minute de jeu (défaite 0-1),. Quatre jours plus tard, il dispute l’intégralité du match, toujours contre le Cameroun (0-0),.

## Palmarès

### En club
Enyimba International
- Championnat du Nigeria (1) :
  - Champion : 2019.

### Distinctions personnelles
- Membre de l'équipe type de la Coupe d'Afrique des nations des moins de 20 ans en 2019